# ألين شيبرد
ألين شيبرد (بالإنجليزية: Allen Sheppard )‏ (و. 1932 – 2015 م) هو مؤلف بريطاني، كان عضوًا في حزب المحافظين، توفي عن عمر يناهز 83 عاماً.

## مناصب
تولى منصب عضو مجلس اللوردات.

## التعليم
تعلم في كلية لندن للاقتصاد.

## جوائز
حصل على جوائز منها:
- جائزة المنافسة العامة  [لغات أخرى]‏ (1946)
- قائد الفنون والآداب